# Gorybia lissonota
Gorybia lissonota là một loài bọ cánh cứng trong họ Cerambycidae.